# Micheil Saakasjvili
Micheil Saakasjvili (Georgisch: მიხეილ სააკაშვილი) (Tbilisi, 21 december 1967) is een Georgisch-Oekraïens politicus. Hij was van 2004 tot 2013 de president van Georgië namens zijn partij de Verenigde Nationale Beweging. Saakasjvili was oppositieleider tijdens de Rozenrevolutie in november 2003, toen president Sjevardnadze tot aftreden werd gedwongen.
Na zijn presidentschap was Saakasjvili gouverneur van de Oekraïense regio Odessa en was later hervormingsadviseur voor president Zelensky. Vlak voor de Georgische gemeenteraadsverkiezingen van oktober 2021 dook Saakasjvili plotseling op in de Georgische havenstad Batoemi. Hij werd daags daarna gearresteerd en gevangengezet vanwege illegale grensoverschrijding en de lopende aanklachten tegen hem.

## Jonge jaren
Saakasjvili studeerde Internationaal recht in Oekraïne en aan het Internationaal Instituut voor de Mensenrechten in Straatsburg. Tijdens een mensenrechtencursus in Frankrijk ontmoette hij zijn latere echtgenote, de Nederlandse Sandra Roelofs uit Terneuzen. Het paar vertrok naar New York waar Saakasjvili rechten studeerde aan de Columbia-universiteit. Vervolgens werkte hij in de Verenigde Staten als jurist.

## Politicus onder Sjevardnadze
In 1995 verhuisde Saakasjvili naar Georgië, waar hij lid werd van het parlement van Georgië voor de Burgerunie, de partij van Edoeard Sjevardnadze. In 2000 werd Saakasjvili minister van Justitie. Na acht maanden presenteerde hij in 2001 een wetsontwerp om de in Georgië wijdverbreide corruptie aan te pakken. Politici zouden worden gedwongen opgave te doen van hun inkomsten. Sjevardnadze wees het voorstel van de hand. Uit protest hiertegen bood Saakasjvili zijn ontslag aan. Later dat jaar formeerde hij zijn eigen partij waarmee hij uiteindelijk oppositieleider werd.
In juni 2002 won Saakasjvili met zijn partij de gemeenteraadsverkiezingen in Tbilisi. De tweede grote winnaar was de Georgische Arbeiderspartij onder leiding van Sjalva Natelasjvili. De twee partijen kwamen een samenwerking in de raad (sakreboelo) overeen. Saakasjvili weigerde echter in te gaan op het voorstel van Natelasjvili om zijn parlementszetel op te geven in ruil voor het voorzitterschap van de raad van Tbilisi.

### Rozenrevolutie

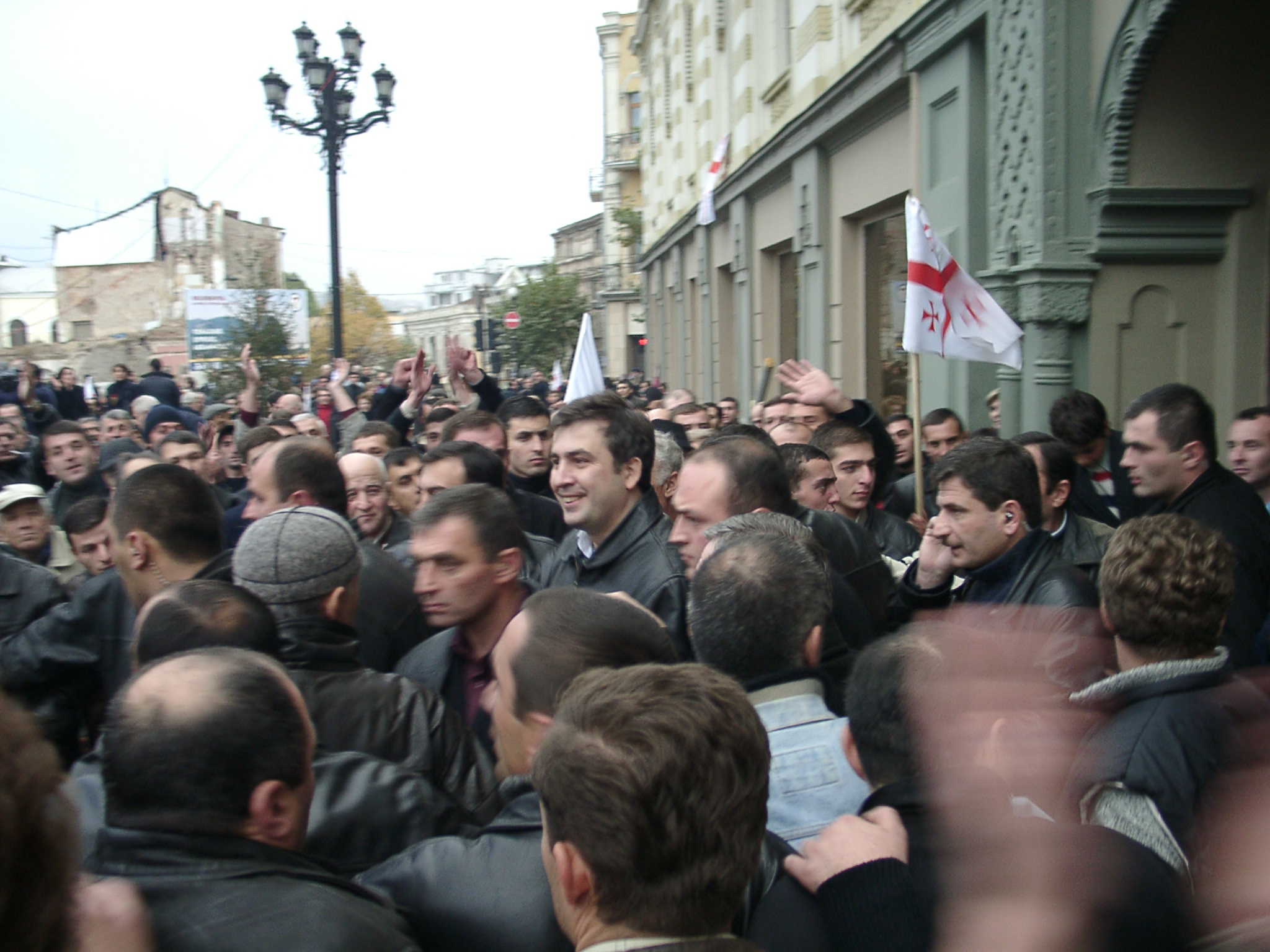
Saakasjvili tijdens de protesten in november 2003.

Voor de parlementsverkiezingen van 2003 voerde Saakasjvili campagne onder de leus Georgië zonder Sjevardnadze. De verkiezingen verliepen frauduleus, wat ontaardde in wekenlange protesten. Toen president Sjevardnadze het nieuw verkozen parlement op 22 november 2003 wilde inzegenen, ondanks een boycot door een deel van de oppositie, protesteerden buiten duizenden voor een "bloedeloze revolutie" en eisten zij het vertrek van Sjevardnadze. Demonstranten onder leiding van Micheil Saakasjvili, die een rode roos droeg, drongen het parlement binnen en onderbraken de toespraak van Sjevardnadze.
De president werd in de chaos door zijn beveiliging weggevoerd uit het parlement. In de avond van 23 november 2003 nam Sjevardnadze ontslag, na een gesprek met Saakasjvili en Zoerab Zjvania, en was er sprake van de Rozenrevolutie. Parlementsvoorzitter Nino Boerdzjanadze werd waarnemend president, omdat de grondwet bepaalt dat de parlementsvoorzitter deze rol vervult bij het ontslag van de president.

## Presidentschap: eerste termijn

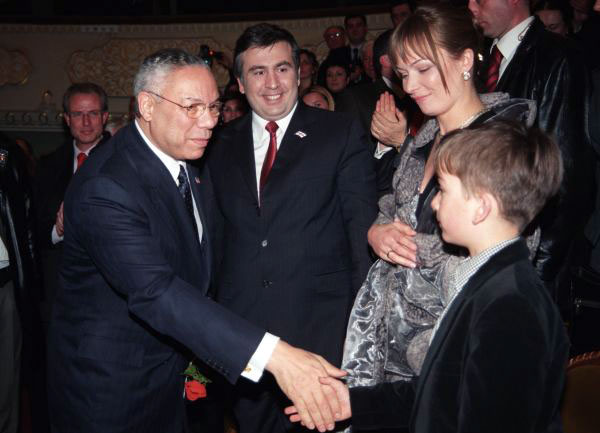
Het gezin Saakasjvili krijgt de felicitaties van Colin Powell bij de inhuldiging van Micheil Saakasjvili als president.

Bij de presidentsverkiezingen van 4 januari 2004 werd Saakasjvili met ruim 96% van de stemmen verkozen tot de nieuwe president van Georgië, bij een opkomst van 88%. Hij was op dat moment met een leeftijd van 36 jaar het jongste staatshoofd in Europa. Op 25 januari 2004 werd hij ingezegend. Op 28 maart 2004 werd de parlementsverkiezing overgedaan, die werd gewonnen door de partij van Saakasjvili die op deze manier ook een parlementaire dekking had voor zijn hervormingsagenda. 

### Territoriale hereniging
Als president kreeg Saakasjvili te maken met problemen rond de afscheidingsgebieden van het land. Een van zijn belangrijkste verkiezingsbeloften was de eenheid van het land weer te herstellen. Hij wist de autonome republiek Adzjarië in mei 2004 zonder geweld weer onder centraal gezag te plaatsen, zonder de autonomie van het gebied af te schaffen, maar de problemen met Zuid-Ossetië en Abchazië werden niet opgelost. Na het herstel van het gezag over Adzjarië liepen de spanningen rond Abchazië en Zuid-Ossetië op.

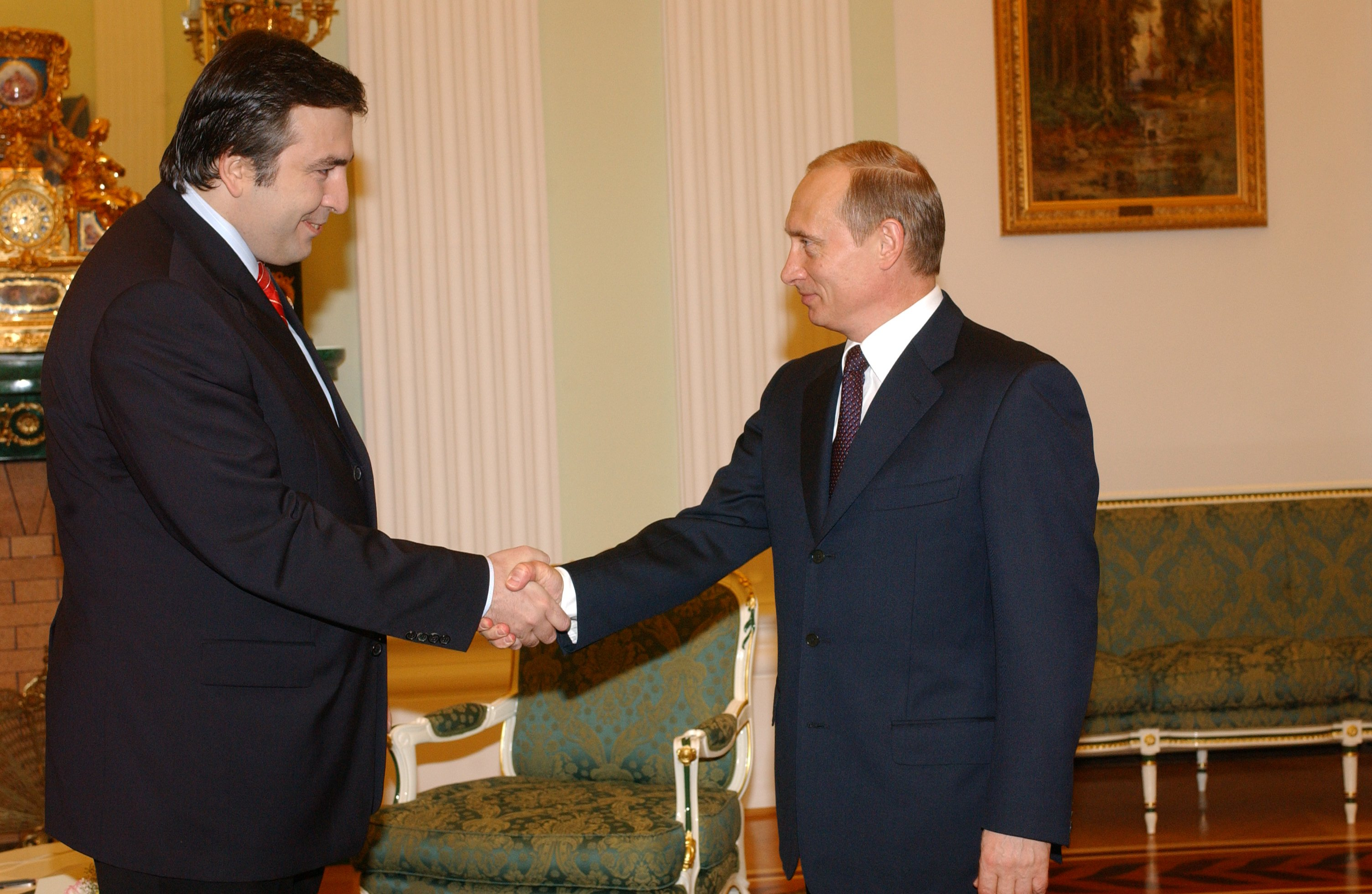
Saakasjvili en de Russische president Vladimir Poetin hadden een gespannen relatie.

Saakasjvili probeerde een eind te maken aan de smokkel vanuit Rusland via Zuid-Ossetië, een grens die door de centrale autoriteiten niet gecontroleerd werd, waardoor het veel douane-inkomsten misliep. Dit viel samen met de corruptie-aanpak, een ander groot speerpunt van Saakasjvili. In de zomer van 2004 escaleerden de spanningen rond Zuid-Ossetië met een mislukte poging het Georgische gezag te herstellen. In Abchazië wist Georgië de Kodorivallei onder controle te krijgen. Rusland was nadrukkelijk betrokken bij het tegenhouden van Saakasjvili's ambities ten aanzien van de twee afscheidingsgebieden, maar ook de pro-westerse en hervormingsgezinde koers zinde Moskou niet. De spanningen met Rusland liepen verder op, waarbij Saakasjvili Rusland regelmatig beschuldigde van provocerende acties.

### Op bezoek in Nederland
Op 4 mei 2005 bezochten Saakasjvili en zijn eega Sandra Roelofs het eiland Texel in het kader van de 60e herdenking van de 'Opstand van de Georgiërs', een opstand van de Georgische soldaten van het 822e Georgische bataljon van de Wehrmacht in het voorjaar van 1945 tegen de Duitse bezetter van het eiland.

### Ontevreden bevolking

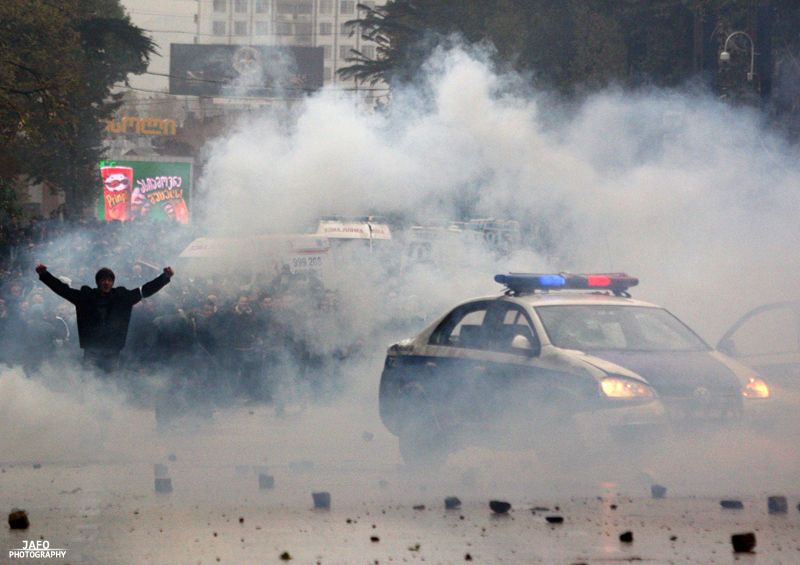
Het neerslaan van de demonstraties in november 2007 bleef Saakasjvili achtervolgen.

In november 2007 braken grote protesten uit onder de bevolking tegen zijn beleid, waarbij hem vooral vriendjespolitiek, corruptie en te veel economische hervormingen werden verweten. De hervormingen zouden volgens tegenstanders tot meer armoede hebben geleid. Op 7 november riep Saakasjvili de noodtoestand uit, nadat het beëindigen van een demonstratie in Tbilisi door de politie was uitgelopen op rellen. Hij liet twee kritische tv-stations sluiten. Bij de onrust vielen meer dan 500 gewonden. Saakasjvili verklaarde dat Rusland achter de protesten zat.
Deze dag is zijn politieke nalatenschap blijven achtervolgen en de latere Georgische Droom-regering heeft hem ook voor deze dag laten vervolgen. Als gevolg van de afloop van de demonstratie en de kritiek die hij kreeg, besloot Saakasjvili vervroegde presidentsverkiezingen uit te schrijven, die op 5 januari 2008 werden gehouden. Grondwettelijk moest hij aftreden nadat hij door zijn partij tot kandidaat was gekozen. Hierdoor werd voor de tweede maal in vier jaar parlementsvoorzitter Nino Boerdzjanadze waarnemend president en staatshoofd.

## Presidentschap: tweede termijn

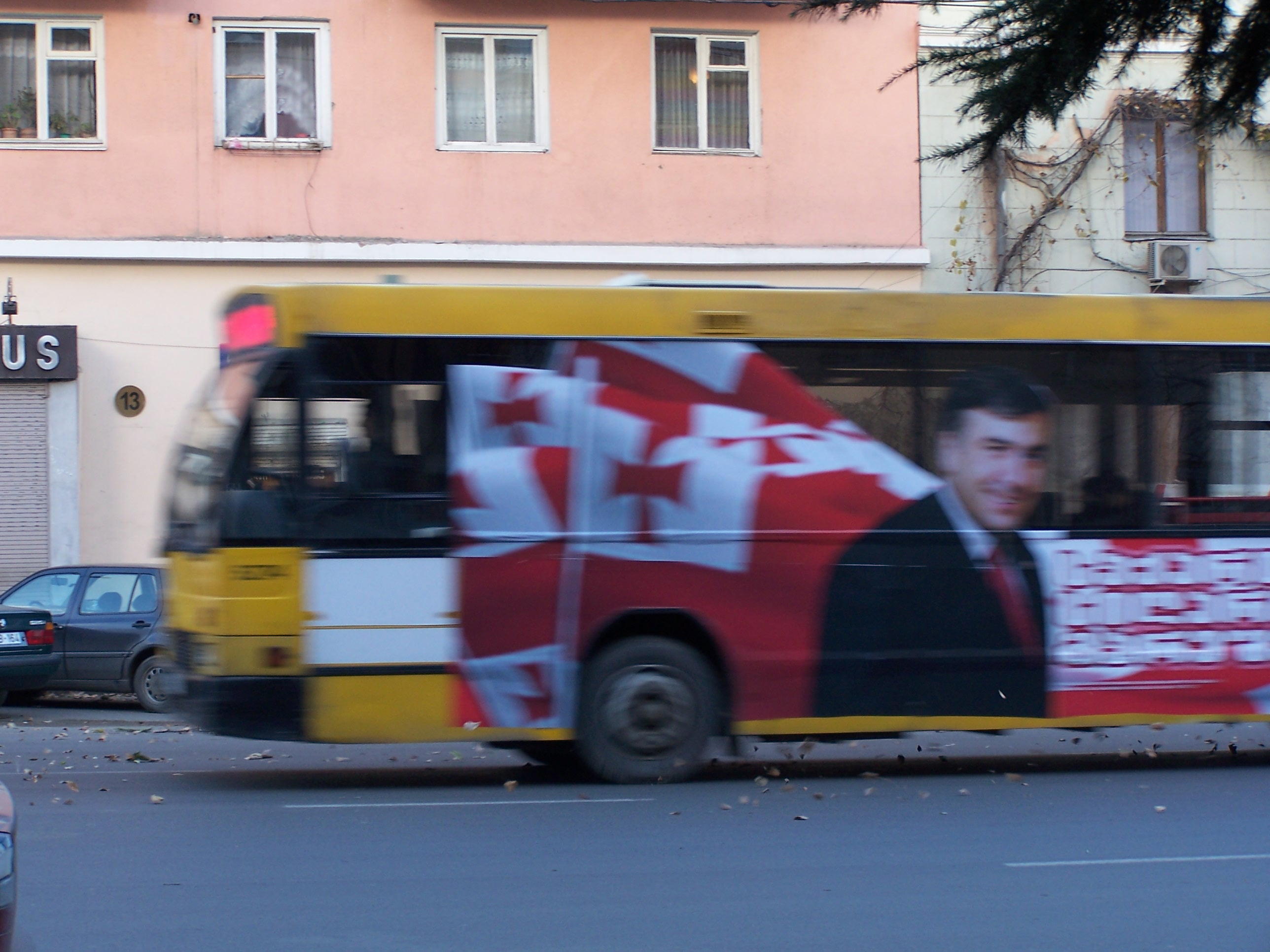
Saakasjvili schreef vervroegde verkiezingen uit en stelde zich opnieuw verkiesbaar als president.

Saakasjvili won de presidentsverkiezingen minder overtuigend met 53,5 procent van de stemmen. Hij wendde daarmee wel een verwachte tweede stemronde af. De oppositie was het niet met de uitslag eens en bestempelde de verkiezingsgang als frauduleus en intimiderend. Deze conclusie werd niet gedeeld door internationale waarnemers, die stelden dat de verkiezingen over het algemeen eerlijk waren verlopen. Tijdens de vervroegde parlementsverkiezingen in mei 2008 won zijn partij een grote meerderheid. In april 2008 kreeg Georgië van de NAVO een "open deur" uitnodiging om op termijn lid te worden. Het NAVO-lidmaatschap was een van de belangrijkste speerpunten van Saakasjvili om het land te beschermen tegen Russische agressie.

### Russisch-Georgische Oorlog
Na de westerse erkenning van de onafhankelijkheid van Kosovo in de winter van 2008 en de NAVO-uitnodiging aan Georgië, liepen de spanningen rond de Georgische afscheidingsgebieden snel op. Rusland had het Westen en Georgië al meermaals gewaarschuwd dat het bij de westerse erkenning van Kosovo de Georgische afscheidingsgebieden zou gaan erkennen. De spanningen rond Zuid-Ossetië escaleerden in de eerste dagen van augustus, waarbij separatisten etnisch-Georgische dorpen in Zuid-Ossetië beschoten. Op de late avond van 7 augustus 2008 begon de Georgische krijgsmacht een operatie tot "herstel van de constitutionele orde in Zuid-Ossetië".

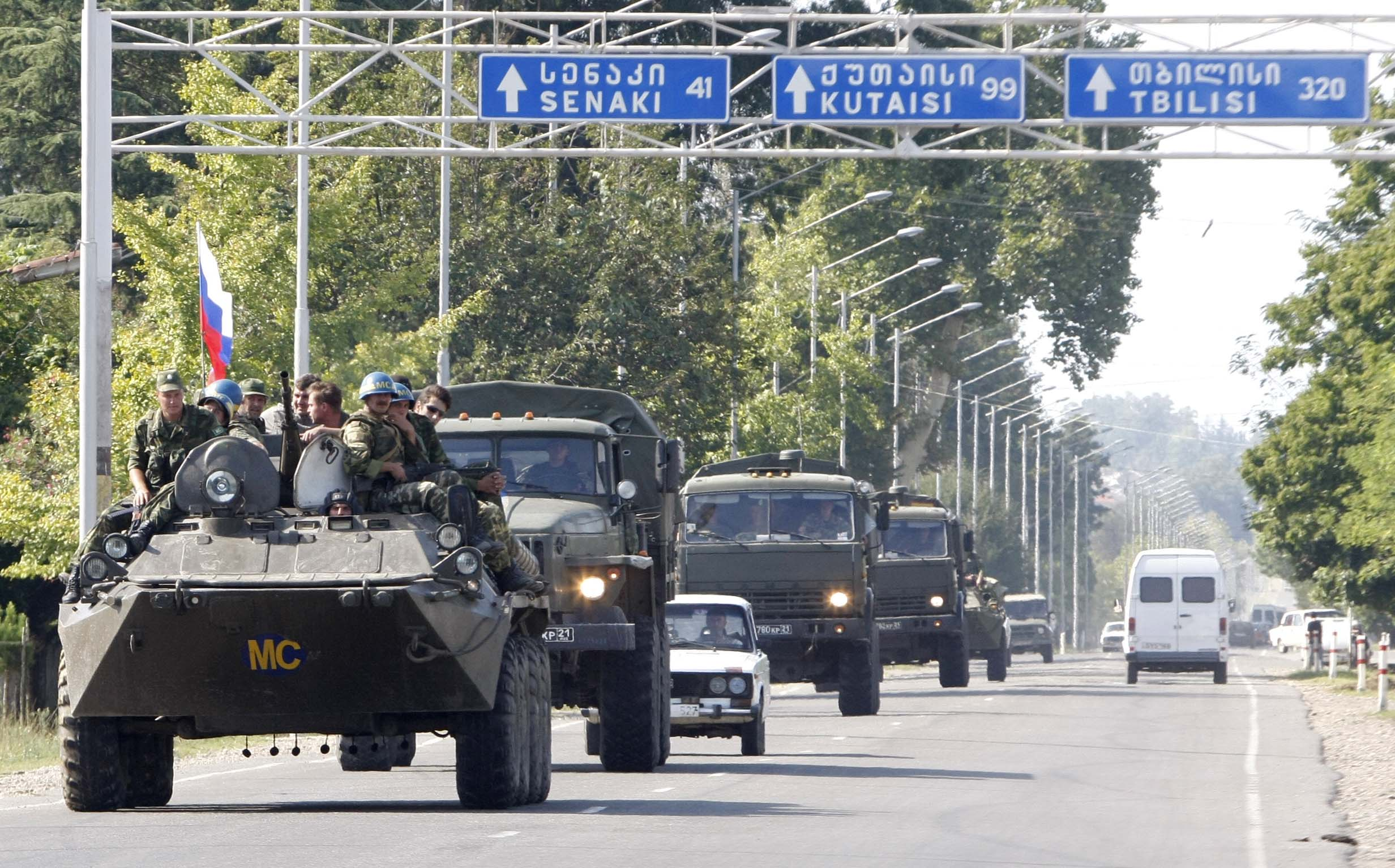
De Russische inval in 2008.

Enkele uren later reden Russische troepen, die paraat stonden aan de Russisch-Zuid-Osseetse grens, het gebied in via de Roki-tunnel en was de Russisch-Georgische Oorlog een feit. De oorlog verliep dramatisch voor Georgië, dat na vijf dagen het laatste stuk controle over Zuid-Ossetië en Abchazië kwijtraakte. Rusland erkende twee weken later de onafhankelijkheid van de twee zelfverklaarde republieken en stationeerde er duizenden manschappen. Aanvankelijk werd Saakasjvili door bondgenoten verweten zich mee te hebben laten sleuren in de Zuid-Osseetse provocaties.
In november 2013 werd Saakasjvili als president opgevolgd door Giorgi Margvelasjvili. Sindsdien bracht hij zijn tijd vooral door in de Verenigde Staten en Oekraïne. In eigen land werd Saakasjvili vervolgd in verband met de invallen bij de tv-zenders en het neerslaan van de anti-regeringsdemonstraties in november 2007, waarvoor hij vijf tot acht jaar gevangenisstraf kon krijgen.

## Oekraïne

### Gouverneur in Odessa

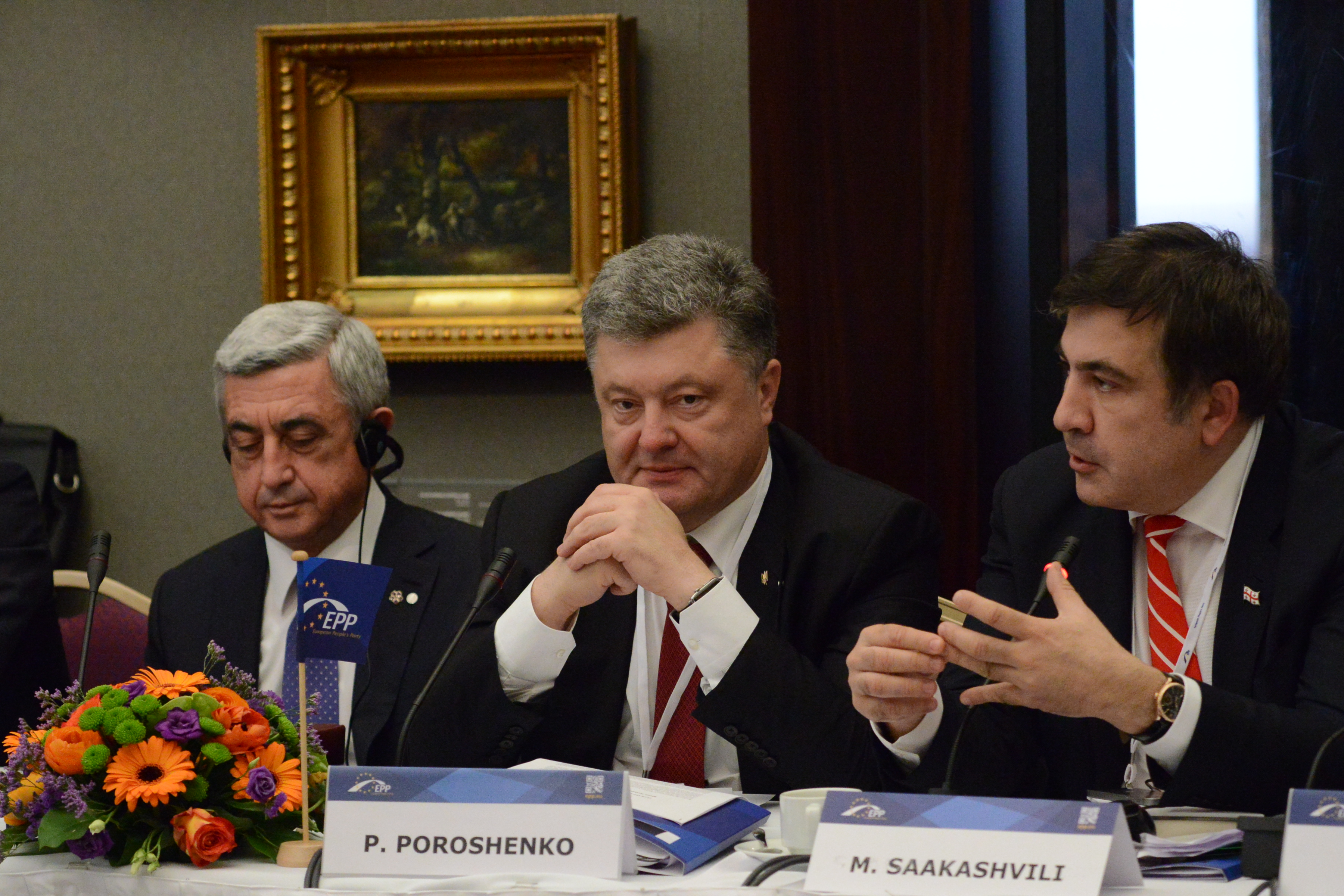
Saakasjvili werd door president Porosjenko benoemd als gouverneur van Odessa.

Op 30 mei 2015 werd Saakasjvili door de Oekraïense president Petro Porosjenko geïnstalleerd als gouverneur van de regio Odessa. Tegelijkertijd verkreeg hij het Oekraïense staatsburgerschap. In december 2015 maakten de Georgische autoriteiten bekend dat Saakasjvili per presidentieel decreet het Georgische staatsburgerschap was afgenomen, vanwege het aannemen van de Oekraïense nationaliteit.
Op 7 november 2016 trad Saakasjvili terug als gouverneur van Odessa. Hij zei dat onder president Porosjenko het bestrijden van corruptie een onmogelijke taak was en dat hij constant werd tegengewerkt bij zijn pogingen hervormingen door te voeren. Na zijn ontslag begon hij de partij Beweging voor Nieuwe Krachten.

### Intrekking Oekraïens staatsburgerschap
Terwijl Saakasjvili in de Verenigde Staten was, werd op 26 juli 2017 zijn Oekraïens staatsburgerschap ontnomen, waardoor hij formeel staatloos werd. De beslissing kwam per decreet van president Porosjenko zelf en zou gebaseerd zijn op fraude door Saakasjvili bij zijn aanvraag van de Oekraïense nationaliteit. Saakasjvili sprak van een politiek gemotiveerde beslissing en zei zich te zullen verzetten tegen de maatregel. Hij ondernam diverse pogingen om vanuit Polen de grens met Oekraïne over te steken, wat uiteindelijk op 10 september 2017 lukte toen hij door honderden aanhangers geholpen werd. Uiteindelijk werd Saakasjvili op 12 februari 2018 alsnog het land uitgezet naar Polen.

### Verblijf in Nederland

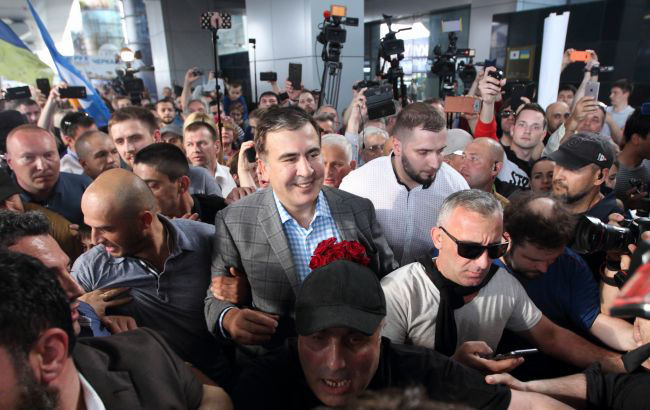
Saakasjvili keert in 2019 weer terug in Oekraïne.

Na zijn uitzetting uit Oekraïne reisde Saakasjvili als statenloos burger naar Nederland, dat in december 2017 zich al bereid had getoond de oud-president op te nemen. Vanwege zijn Nederlandse echtgenote kreeg hij een verblijfsvergunning op basis van gezinshereniging. In Nederland zette hij zijn activiteiten voor de Oekraïense oppositie voort, tot hij in voorjaar 2019 weer naar Oekraïne terugkeerde om voor president Zelensky te gaan werken.

### Anti-corruptie-adviseur voor Zelensky
Eind mei 2019 kreeg Saakasjvili het Oekraïens staatsburgerschap terug van de eerder die maand aangetreden president Zelensky. Saakasjvili ging vervolgens voor president Zelensky werken als hoofd van het uitvoerend comité van de Nationale Hervormingsraad, een presidentieel adviesorgaan.

## Arrestatie in Georgië

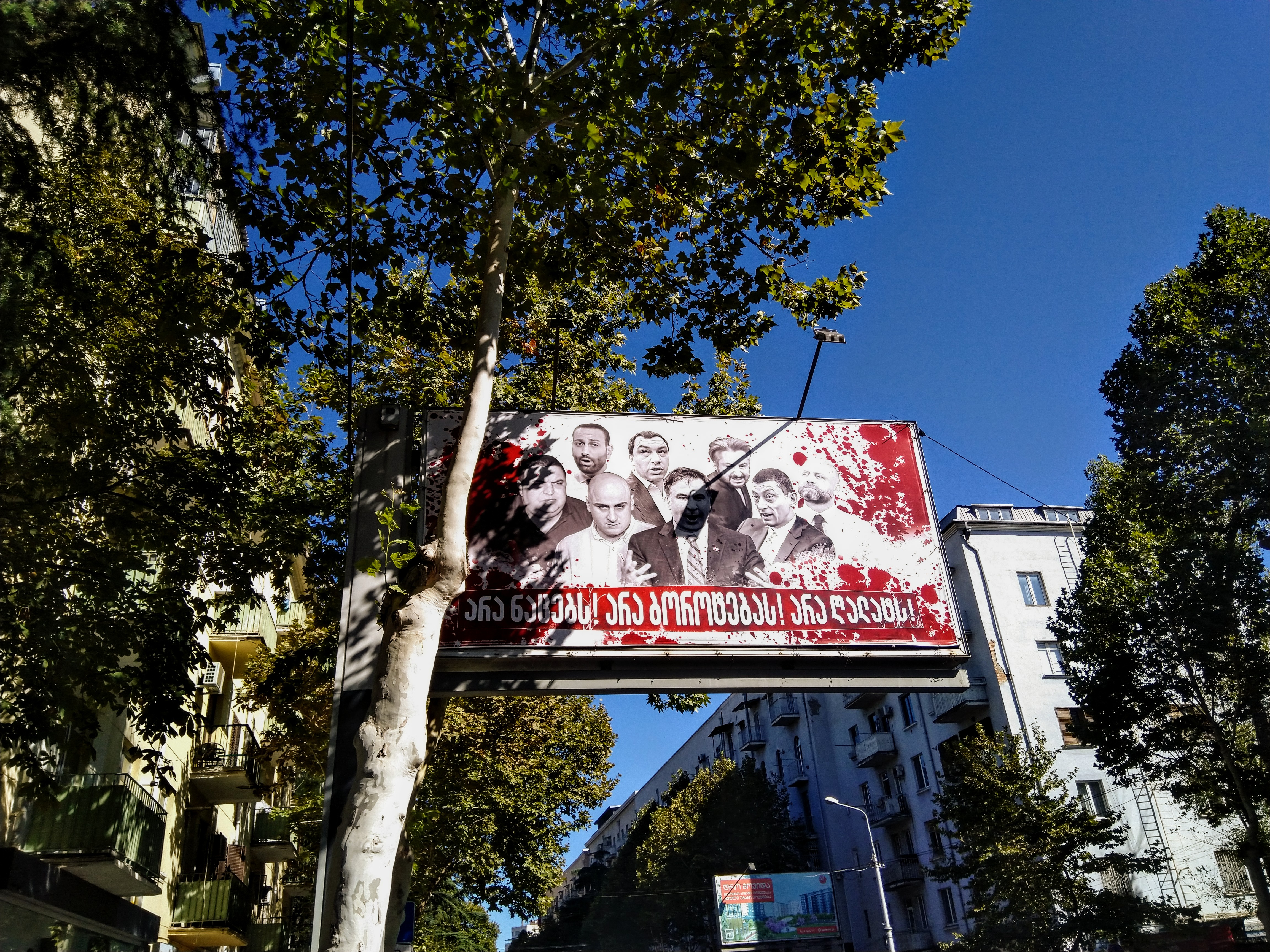
Saakasjvili centraal op een anti-oppositie billboard boven de straten van Tbilisi tijdens de campagne naar de gemeenteraadsverkiezingen van 2021.

Op 2 oktober 2021 werd Saakasjvili gearresteerd, nadat hij voor het eerst sinds 2013 naar Georgië was teruggekeerd door clandestien de grens te passeren. Hij arriveerde in de nacht van 28 op 29 september 2021 per veerboot uit Oekraïne in de Georgische havenstad Batoemi. Met zijn aankomst vlak voor de gemeentelijke verkiezingen hoopte hij die naar de hand te zetten van de Verenigde Nationale Beweging, zijn partij waar hij nog altijd bij betrokken was en die de belangrijkste oppositie was tegen de regerende Georgische Droom. Na zijn arrestatie werd hij in staat van beschuldiging gesteld wegens illegale grensoverschrijding en werden de lopende zaken tegen hem opgepakt.
Uit protest tegen zijn gevangenschap, die hij als politiek gemotiveerd beschouwde, ging Saakasjvili vijftig dagen in hongerstaking. Dat schaadde zijn gezondheid en na aandringen van de Georgische ombudspersoon en internationale actoren werd hij in de loop van 2022 overgeplaatst naar een privékliniek. In 2022 en 2023 werd de roep om amnestie of een transfer naar het buitenland vanwege zijn verslechterde gezondheid steeds luider, ook vanuit de Europese Unie. De laatste stelde dat de Europese relatie met Georgië onder druk zou komen te staan als Saakasjvili in gevangenschap en door nalatigheid van de autoriteiten zou overlijden.

### Aanklachten
Na zijn arrestatie in oktober 2021 werden verschillende openstaande aanklachten tegen Saakasjvili alsnog behandeld en werd hij daarin veroordeeld tot meerdere gevangenisstraffen. In maart 2025 kreeg hij viereneenhalf jaar voor de "illegale grensoverschrijding" in 2021 en werd zijn gevangenschap tot 2032 verlengd. Kort na zijn vertrek uit Georgië in november 2013 begonnen de nieuwe machthebbers van Georgische Droom in 2014 verschillende rechtszaken tegen Saakasjvili, waarin hij beschuldigd werd van onder andere machtsmisbruik en verduistering van staatsgeld. In absentia werd Saakasjvili in 2018 veroordeeld tot zes jaar in twee zaken.
De eerste zaak behelsde belemmering van de rechtsgang door daders van een dodelijke mishandeling in 2006 in 2009 te pardonneren. De daders waren werknemers van het ministerie van binnenlandse zaken. De toenmalige minister van binnenlandse zaken Vano Merabisjvili zou een caféruzie hebben gehad met het slachtoffer. Het Europees Hof voor de Rechten van de Mens had Saakasjvili hier in 2011 al voor op de vingers getikt. Saakasjvili kreeg in 2018 in deze zaak in absentia drie jaar celstraf. In 2021 gaf Saakasjvili aan spijt te hebben dat hij Merabisjvili destijds niet had ontslagen.
In datzelfde jaar kreeg hij zes jaar voor opdracht geven tot de mishandeling van een parlementslid van oppositiepartij Industrie Zal Georgië Redden in 2005, met wie hij een ruzie zou hebben gehad over een huis. Omdat de Georgische wet het stapelen van dergelijke straffen niet toestaat, werd deze laatste als langste toegepast. De vermeende opdracht tot mishandeling liep via minister van binnenlandse zaken Vano Merabisjvili, die in 2016 al een veroordeling kreeg van bijna zeven jaar in deze zaak.
In maart 2025 kreeg Saakasjvili negen jaar voor het verduisteren van ongeveer 9 miljoen Georgische lari overheidsgeld, ongeveer 3 miljoen euro, in de periode 2009-2013 voor zijn "persoonlijke comfort en luxe". De aanklacht stamde uit 2014, maar werd pas na Saakasjvili's arrestatie gestart. De veroordeling verlengde zijn gevangenisstraf met drie jaar tot 2030. In dezelfde maand kwam de veroordeling voor illegaal het land inreizen in 2021. De rechter bepaalde dat deze straf voor een deel wel gestapeld mocht worden, waardoor Saakasjvili tot minimaal 2032 tot de gevangenis veroordeeld was.
Een vijfde zaak tegen Saakasjvili betrof het uiteenslaan van een anti-regeringsdemonstratie op 7 november 2007, waarbij honderden gewonden vielen. Na het harde politieoptreden en de internationale kritiek daarop, schreef Saakasjvili vervroegde presidentsverkiezingen uit, die hij vervolgens won. Georgische Droom, pas in 2012 opgericht, gebruikte "7 november 2007" als symbool voor het tijdperk Saakasjvili. Het was de eerste zaak die in juli 2014 tegen Saakasjvili werd ingediend. Hij werd aangeklaagd voor machtsmisbruik waar vijf tot acht jaar voor staat. Na zijn arrestatie in 2021 was dit de eerste openstaande aanklacht tegen hem die werd opgepakt, maar een veroordeling bleef jaren in de wachtkamer.
Saakasjvili noemde de aanklachten tegen hem "politiek gemotiveerd", waar hij in 2021 bijval in kreeg van zijn opvolger Giorgi Margvelasjvili, die namens Georgische Droom president was. President Salome Zoerabisjvili, die zich gedurende haar termijn net als Margvelasjvili steeds meer tegen Georgische Droom afzette, weigerde tot op de laatste dag van haar macht Saakasjvili gratie te verlenen, ondanks herhaaldelijke oproepen daartoe uit het Europees Parlement.